# Лёвшино (микрорайон)
Лёвшино — микрорайон в составе Орджоникидзевского района Перми. Население 10 085 человек (2000). Площадь 0,65 км². Структура жилищного фонда: ведомственных — 85, частных — 38, муниципальных — 32, ЖСК — 4.

## История
Микрорайон носит название рабочего посёлка (ранее — села), включённого в состав Перми в 1940 году и затопленного в 1954 году со строительством Камской ГЭС, в результате чего Лёвшино было перенесено на новое место.

## География
Микрорайон находится на берегу Камы (Камского водохранилища). Протекают ручьи Грязный, Банный. С востока — лесной массив. С юга — микрорайон Домостроительный, с севера и северо-востока — дачные поселения.
Уличная сеть
Ул. Адмирала Старикова, ул. Гомельская, ул. Дачная, ул. Делегатская, ул. Ереванская, ул. Железнодорожная, ул. Зарайская, ул. Криворожская, ул. Лёвшинская, ул. Памирская, ул. Социалистическая, ул. Томская, ул. Цимлянская, переулок Лёвшинский.

## Население
- 12000 человек

## Инфраструктура
Экономика:
Станция «Скорой помощи», котельная
Образование:
- Школа № 79
- Школа № 153 с углубленным изучением иностранных языков

Культура:
Библиотека им. Шевченко.

## Транспорт
Автобусное сообщение
77 Станция Лёвшино — ул. Мильчакова
22 Пермский военный институт МВД России (Гайва) — М/р Васильевка;
32 Центральный рынок — М/р Васильевка;
23 Банная гора — деревня Голованово
Через микрорайон Левшино также проходят маршруты автобусов пригородного сообщения (530 Пермь-Добрянка, 175 Пермь-Полазна, 434 Пермь-Гари), с одноименной остановкой.
Железнодорожный транспорт
Действует железнодорожная станция Лёвшино и железнодорожный вокзал.
Водный транспорт
Речной порт с XIX века действует в связке с железной дорогой. Со времен СССР и до начала 2000-х годов действовал речной вокзал на ул. Дачная, были организованы пригородные перевозки водным транспортом до областных городов и деревень.